# A los cuatro vientos
A los cuatro vientos o Lauaxeta, a los cuatro vientos és una pel·lícula espanyola de caràcter bèl·lic i històric patrocinada pel Govern Basc estrenada l'abril del 1987, coincidint amb el 50è aniversari del bombardeig de Guernica. Fou dirigida per José Antonio Zorrilla. A l'estrena foren convidades les primeres autoritats del País Basc i un centenar de representants de ciutats màrtirs d'arreu del món.

## Història
Narra els darrers anys de la vida d'Esteban Urkiaga Basaraz, poeta basc conegut com a "Lauaxeta" i amic de Federico García Lorca. Durant la guerra civil espanyola fou comandant de l'Eusko Gudarostea, fou capturat per les tropes franquistes mentre investigava el bombardeig de Guernica per la Legió Còndor el 1937 i afusellat.

## Repartiment
- Xabier Elorriaga - Esteban Urkiaga
- Anne-Louise Lambert- Georgina
- Jean-Claude Bouillaud - Monnier
- Ramon Agirre - José Antonio Aguirre

## Pressupost
Produïda per Igeldo Z. P., la productora del cineasta basc Ángel Amigo, va comptar amb un pressupost de més de 170 milions de pessetes i ha pogut realitzar-se gràcies a una subvenció de 70 milions del Ministeri de Cultura d'Espanya i 65 milions més del Govern basc. Fins al moment de l'estrena fou la pel·lícula més cara de la història del País Basc, però tanmateix fou un fracàs de taquilla i va rebre crítiques molt dures.